# Elin Mohlin
Pour les articles homonymes, voir Mohlin.
Elin Mohlin est une fondeuse suédoise, née le 20 mars 1991 à Sollefteå.

## Biographie
Elle est sélectionnée en Coupe du monde pour la première fois en février 2012 à Szklarska Poreba. Elle marque son premier point avec une 30e place en mars 2014 au sprint de Lahti. Lors de la saison 2016-2017, elle obtient ses meilleurs résultats internationaux à Pyeongchang où elle est notamment 16e du sprint et remporte le sprint par équipes avec Maria Nordström.

## Palmarès

### Coupe du monde
Son meilleur classement général est une 83e place en 2017.
Elle détient un podium dont une victoire en sprint par équipes.